# The Apprentice – The Trump Story
The Apprentice – The Trump Story ist eine Filmbiografie von Ali Abbasi über Donald Trump. Der Film spielt in den 1970er und 1980er Jahren und zeigt den US-Präsidenten in jungen Jahren. The Apprentice feierte im Mai 2024 bei den Internationalen Filmfestspielen in Cannes seine Premiere. Der Kinostart in Deutschland war Mitte Oktober 2024. Kurz zuvor kam er in die US-amerikanischen und kanadischen Kinos.

## Handlung
New York City, 1973. Donald Trump ist gerade erst Mitglied im exklusiven Restaurant und Nachtclub Le Club in der East 55th Street geworden. Der 27-jährige Playboy ist der Vizepräsident der Immobilienfirma seines Vaters Fred. Donald Trump versucht, in dem Club Kontakte zur High Society zu bekommen, unter anderem zum erfolgreichen Rechtsanwalt Roy Cohn.
Cohn bittet ihn zu sich, und Trump erklärt ihm, seine Familie stecke in einer Krise, die ihr Imperium zu Fall bringen könnte. Das Justizministerium habe eine Klage gegen sie wegen Diskriminierung von Schwarzen bei der Vermietung von Wohnungen eingereicht. Trump befürchtet, dass es aus der Situation keinen Ausweg gebe, aber Cohn behauptet, er könne das abwenden, worauf Trump fragt, ob er ihn anheuern könne.
Trump wird zunächst bei der für ihn erniedrigenden Arbeit als Mieteintreiber in Mietskasernen gezeigt. Seine Familie wohnt in einer Villa, und beim Abendessen schlägt er seinem Vater vor, Cohn zu engagieren. Gleichzeitig wird er Zeuge, wie der Vater seinen älteren Bruder Freddy verächtlich anspricht, weil dieser es zu nichts gebracht habe als zu einem Flugzeugpiloten. Eine folgende Szene zeigt, dass die Brüder einander nahe sind, aber Donald andere Ambitionen hat.
Daher drängt sich Donald Trump nun Cohn auf - auf der Toilette, in dessen Büro, beim Sport. Die Männer kommen sich näher und Cohn erklärt Trump seine wichtigsten Regeln „Die erste Regel lautet: Angreifen, angreifen, angreifen (…) Regel zwei: Nichts zugeben, alles leugnen (…) Regel drei: Egal, was passiert, du beanspruchst den Sieg und gibst niemals eine Niederlage zu. Du musst bereit sein, jedem alles anzutun, um zu gewinnen.“
Cohn führt seine Taktik vor, indem er den Fall für ihn gewinnt, weil er den Vertreter der Stadt mit dessen Homosexualität erpresst. Cohn erläutert das Vorgehen seinem aufmerksamen Lehrling mit einem Vergleich aus dem Sport: „Spiel den Mann, nicht den Ball. (…) Es geht nur ums Gewinnen.“ Der Film kontrastiert die Welt der Eltern Trump mit der Welt, in die Cohn Trump einführt. Wie fremd er dort ist, zeigt eine Szene, bei der Trump Andy Warhol begegnet und ihn fragt, was er mache („Kunst“) und welcher Art diese sei („Alles, was ich verkaufen kann“) und Trump naiv nachfragt: „Sind Sie erfolgreich?“
Trump kämpft schwer darum, den zögernden Vater für seine gigantischen Projekte zu begeistern. Als erstes will er inmitten eines zu der Zeit noch völlig heruntergekommenen Manhattan neben der Grand Central Station das geschlossene Commodore Hotel (heute das Hyatt Grand Central New York) renovieren und zu neuem Glanz führen. Die Investoren zweifeln. Doch Trump verspricht ihnen, das Projekt werde lohnend, weil er dafür keine Grundsteuer zahlen werde. Die Entscheidung geht zwar knapp zugunsten von Trump aus, aber nur, weil Cohn offenbar von der Stadtverwaltung bis zum Kardinal alle wichtigen Akteure abhört und er den Vorsitzenden des städtischen Komitees erpresst. Trump ist irritiert, aber Cohn erklärt ihm, dass das alles aus patriotischer Gesinnung geschehe: „Du musst bereit sein, alles für Amerika zu tun - um die Demokratie zu schützen.“
Der Film zeigt, wie Trump seine spätere Frau Ivana kennenlernt, ihr den Zutritt zu einem Club verschafft, ihre Tischrechnung bezahlt und auch dann noch um sie wirbt, als diese erklärt, dass sie kurz vor einer Verlobung stehe. Er reist ihr nach Aspen nach, wo sie ihm gesteht, dass ihre Liebe dem Geld gelte und Trump ihr erklärt, es gebe Verlierer und Killer - und er gehöre zu den letzteren. Cohn versucht, ihn davon abzubringen und die Ehe kommt wegen eines für Ivana sehr nachteiligen Ehevertrags fast nicht zustande. Erst als Trump zusagt, 100.000 US-Dollar vorab zu zahlen, willigt Ivana ein. Eine pompöse Hochzeit wird gefeiert, bei der auch Donalds Bruder Freddy zugegen ist, der betrunken eine Szene macht.
Durch Einblendung historischer TV-Ausschnitte wird der Film immer wieder verortet. Es ist die Zeit des republikanischen Präsidenten Ronald Reagan. Trump fühlt sich stark genug, dem New Yorker Bürgermeister den Kampf anzusagen, als dieser ihm die Unterstützung zum Bau des Trump Tower verweigert. Gleichzeitig ist Trumps Familienverhältnis kühl. Kinder werden geboren, sein Bruder Freddy ist heruntergekommen und bettelt um seine Hilfe, woraufhin er ihm ein Zimmer im Hotel besorgt, anstatt ihn bei sich aufzunehmen. Auch gegenüber Ivana kehrt Trump vor allem seinen beruflichen Erfolg heraus. Er will seine Aktivitäten – gegen allen Rat, es langsam angehen zu lassen – nach Atlantic City ausdehnen. Trump ist von sich überzeugt: „Was immer ich anfasse, wird zu Gold!“ Als sein Bruder stirbt, frisst Trump die Trauer in sich hinein - seine Frau darf neben ihm im Bett noch nicht einmal die Hand auf seinen Arm legen.
Während der Trump Tower mit Feuerwerk und großem Pomp eingeweiht wird, kriselt Trumps Ehe. Er erklärt seiner Frau, er finde sie sexuell nicht mehr attraktiv, und auch die von ihm initiierte Brustoperation habe das nicht ändern können. Ivana reagiert, indem sie ihn darauf aufmerksam macht, dass er fett und kahlköpfig werde, woraufhin er sie vergewaltigt. Die Szene wurde in einigen Ländern zensiert.
Schon in früheren Szenen gab es Anspielungen auf Cohns Homosexualität. Er umgibt sich mit jungen Männern, vor allem ein junger Mann, Russel, ist ihm besonders nahe. Als sie mit einem Auto durch eine Demonstration von AIDS-Aktivisten fahren, zeigt sich Cohn betont angewidert. Später hat Trump Russel nur widerwillig im Hyatt-Hotel untergebracht und setzt ihn auf die Straße, als er erfährt, dass Russel AIDS hat. Gegenüber Cohn lässt er sich verleugnen. Als es diesem gelingt, Trump auf der Straße zu stellen, kommt es zum Zerwürfnis. Cohn wirft ihm vor, jeden Anstand verloren zu haben, was Trump mit Verweis auf seinen Lehrmeister kontert („Ich habe vom Besten gelernt.“). Als Cohn ihn schlägt, ist Trump besorgt, sich bei ihm angesteckt zu haben.
Trump hat einen neuen Rechtsanwalt, scheint aber finanziell unter Druck geraten zu sein, weil er seinem nun dementen Vater die Unterschrift unter eine Haftungsvereinbarung abnötigen will, was die Mutter zu verhindern weiß. Während Trump längst eine andere Bettgefährtin hat, erfährt man, dass Ivana ihm doch zugesetzt hat: Seinem Arzt gesteht er die Schwierigkeit mit dem Älterwerden und erkundigt sich über die Möglichkeiten, das Bauchfett abzusaugen und die Glatzenbildung zu stoppen. Nebenbei erfährt er, dass AIDS bei einfachem Körperkontakt nicht ansteckend ist.
Das ermöglicht es ihm, sich Cohn wieder anzunähern. Dieser hatte öffentlich erklärt, kein AIDS zu haben und nicht schwul zu sein, sondern an Leberkrebs zu leiden. Trump ruft ihn an und erfährt, dass Russel gestorben ist. Cohns Stimme ist gebrochen. Trump sagt ihm sogar, dass er Cohn dankbar sei („You are the only one who cared about me.“). 
Der letzte Teil des Filmes ist ein Abendessen, das Trump für Cohn in seiner Villa in Florida veranstaltet. Trump schenkt ihm billige Manschettenknöpfe, die er als wertvoll anpreist, und hält eine für seine Verhältnisse emotionale Rede. Die einzige Schwarzblende des Films wird abgelöst durch einen längeren Kinderchor-Choral (My Country, ’Tis of Thee), in den Szenen der Beerdigung von Roy Cohn und der Fettabsaugung und Haartransplantation Trumps geschnitten sind.
Der Film schließt mit einer Szene, in dem Trump sich mit Tony Schwartz, dem Ghostwriter für sein Buch The Art of the Deal, trifft und ihm erklärt, dass Geschäfte zu machen sein Lebensziel sei. Anschließend führt er die drei Regeln seines Lebens auf, die der Zuschauer ganz ähnlich seit Beginn des Films bereits von Roy Cohn kennt. Trump spricht über die genetische Überlegenheit von Gewinnern und schwärmt von seiner eigenen Größe. In der Schlusseinstellung spiegelt sich die Skyline New Yorks in Trumps Auge, als er aus dem Fenster blickt.

## Produktion

### Drehbuch und Regie
Die Filmproduktion, für die ein Budget von 16 Millionen US-Dollar zur Verfügung stand, wurde im Mai 2018 mit dem Journalisten Gabriel Sherman als Drehbuchautor angekündigt. Im Oktober 2023 wurde bekanntgegeben, dass der iranisch-dänische Filmemacher Ali Abbasi als Regisseur und Co-Autor an der Produktion beteiligt ist. Abbasi ist besonders für das im Iran spielende Serienmörderdrama Holy Spider bekannt, das von Dänemark als Beitrag für die Oscarverleihung 2023 als bester Internationaler Film eingereicht wurde.

### Besetzung und Dreharbeiten
Im November 2023 wurde die Rollenvergabe bekanntgegeben. Hauptdarsteller Sebastian Stan sah sich zur Vorbereitung auf die Rolle sämtliche Bild- und Tonaufnahmen von Trump aus den Siebziger- und Achtzigerjahren an. Dadurch habe er „das Verhalten und die Persönlichkeit“ Trumps nach und nach verstanden. Laut Stan zeige der Film, „wie jeder, der in Amerika aufwächst“, von einer Gesellschaft, die Gier, Grausamkeit und Ehrgeiz belohne, korrumpiert werden könne. In weiteren Rollen sind Martin Donovan als Trumps Vater Fred, Charlie Carrick als sein Bruder Freddy, die bulgarische Schauspielerin Marija Bakalowa als seine Frau Ivana, Emily Mitchell als ihre Tochter Ivanka, Jeremy Strong als sein Anwalt Roy Cohn und Mark Rendall als der Politikberater Roger Stone zu sehen.
Ende November 2023 begannen die Dreharbeiten. Sie fanden in Toronto, Uxbridge (Ontario) und Hamilton (Ontario) statt und endeten am 21. Januar 2024. Als Kameramann fungierte der Däne Kasper Tuxen. Er war in der Vergangenheit für eine Reihe von Musikvideos und zuletzt für Filme wie The Professor and the Madman von Farhad Safinia, Helden der Wahrscheinlichkeit von Anders Thomas Jensen und Der schlimmste Mensch der Welt von Joachim Trier tätig.

### Filmmusik
Die Filmmusik komponierte Martin Dirkov, der zuletzt für den Actionfilm Shorta – Das Gesetz der Straße von Anders Ølholm und Frederik Louis Hviid und den Thriller Unmoored von Caroline Ingvarsson tätig war. Abbasi arbeitete mit Dirkov bereits für Holy Spider zusammen. Das Soundtrack-Album mit insgesamt 16 Musikstücken wurde am 11. Oktober 2024 von Filmtrax/Atlantic Screen Music als Download veröffentlicht.

### Synchronisation
Die deutsche Synchronisation entstand nach einem Dialogbuch von Björn Schalla und der Dialogregie von Schalla und Ulrike von Lenski im Auftrag der K13 Studios Berlin GmbH.
| Rolle                      | Darsteller           | Synchronsprecher     |
| -------------------------- | -------------------- | -------------------- |
| Donald Trump               | Sebastian Stan       | Björn Schalla        |
| Roy Cohn                   | Jeremy Strong        | Axel Malzacher       |
| Daniel Sullivan            | Patch Darragh        | Sven Brieger         |
| Fred Trump Sr.             | Martin Donovan       | Axel Lutter          |
| Ivana Trump                | Marija Bakalowa      | Tereza Papoušková    |
| Zuhälter                   | Mishka Thébaud       | Michael Gugel        |
| Andy Warhol                | Bruce Beaton         | Til Schweiger        |
| Anthony 'Fat Tony' Salerno | Joe Pingue           | Marco Kröger         |
| Barbara Katz               | Edie Inksetter       | Katharina Koschny    |
| Carmine Galante            | Domingos Andrade     | Tobias Meister       |
| Daniel Sullivan            | Patch Darragh        | Sven Brieger         |
| Donald Trumps Sekretärin   | Fiona Mongillo       | Ulrike von Lenski    |
| Donalds Date               | Jaclyn Vogl          | Cornelia Waibel      |
| Dr. Steven Hoefflin        | Matt Baram           | Sascha Rotermund     |
| Ed Koch                    | Ian D. Clark         | Axel Prahl           |
| Estelle                    | Kerry Ann Doherty    | Alice Bauer          |
| Fred Trump Jr.             | Charlie Carrick      | David Nathan         |
| Geldgeber #2               | Michael Gordin Shore | Peter Flechtner      |
| Ivanas Freundin #1         | Taylor Brunatti      | Isabella Vinet       |
| japanischer Geldgeber      | Russell Yuen         | Adrian Lo            |
| junger Anwalt              | Taylor Bernier       | Gerrit Schmidt-Foß   |
| Kindermädchen              | Niamh Carolan        | Jana Kozewa          |
| Mary Anne Trump            | Catherine McNally    | Almut Zydra          |
| Michael Rubin              | Sam Rosenthal        | Erich Räuker         |
| Mike Wallace               | Stuart Hughes        | Michael Pan          |
| Modefotograf               | Pief Weyman          | Torsten Michaelis    |
| Mrs. Nathanson             | Clare Coulter        | Eva-Maria Werth      |
| Robert Trump               | Ben Ball             | Lou von Lenski       |
| Roger Stone                | Mark Rendall         | Bernd Egger          |
| Rona Barrett               | Valerie O'Connor     | Cathlen Gawlich      |
| Rupert Murdoch             | Tom Barnett          | Michael Kaczmarek    |
| Russell Eldridge           | Ben Sullivan         | Alexander Doering    |
| Schneider                  | Charles Seminerio    | Mario von Jascheroff |
| Tony Schwartz              | Eoin Duffy           | Marti Fischer        |
| Türsteher im "Le Club"     | Craig Burnatowski    | Sven Riemann         |
| Victor Palmieri            | Ron Lea              | Freimut Götsch       |
| Walter                     | James Downing        | Reiner Schöne        |

## Veröffentlichung
Die Premiere des Films erfolgte am 20. Mai 2024 bei den Internationalen Filmfestspielen in Cannes, wo er im Wettbewerb um die Goldene Palme konkurrierte. Der erste Trailer wurde Anfang September 2024 vorgestellt. Am 11. Oktober 2024 kam der Film in die US-amerikanischen und kanadischen und am 17. Oktober 2024 in die deutschen und die Deutschschweizer Kinos.

## Rezeption

### Kritiken und Einspielergebnis
Von den bei Rotten Tomatoes aufgeführten Kritiken sind 83 Prozent positiv. Bei Metacritic erhielt der Film einen Metascore von 64 von 100 möglichen Punkten.
Heidi Siller schreibt in ihrer Kritik für uncut.at, zu Beginn des Films werde der junge Donald Trump zwar enorm machtaffin, aber noch recht unsicher und zuweilen fast bemitleidenswert ungeschickt dargestellt, während Roy Cohn als knallhart und eiskalt erscheine. Das Zauberlehrling- und auch das Frankenstein-Motiv würden anfangs durchaus mitreißend inszeniert, doch nach einer Stunde ändere sich der Charakter des Filmes, wenn Trump einige Jahre später reich und bekannt ist und Cohn in den Hintergrund rückt. Als Zuseher bekomme man das Gefühl, dass es Ali Abbasi von nun an vor allem um die Demontage Trumps geht, indem er Szene an Szene reiht, die Trump unvorteilhaft bis monströs beschreiben.
Jenni Zylka schreibt in ihrer Kritik für epd Film, Abbasis Film funktioniere nicht nur als detailreiche Persönlichkeitsanalyse, an der auch Dr. Gartner seine Freude hätte, sondern fast noch stärker als historische Beschreibung des Ultrakapitalismus, der die USA in diesen Jahrzehnten prägte und es bis heute tut. Sebastian Stan spiele Donald Trump mimisch und gestisch auf den Punkt.
Die weltweiten Einnahmen des Films aus Kinovorführungen belaufen sich auf 12,1 Millionen US-Dollar. In Deutschland verzeichnet er 140.430 Kinobesucher.

### Unterlassungsaufforderung durch Donald Trump
Im Mai 2024 schickten Trumps Anwälte eine Unterlassungsaufforderung an die Macher des Films, um den Verkauf und die Veröffentlichung von The Apprentice in den USA zu verhindern. Außerdem kündigte Trumps Anwaltsteam eine Zivilklage gegen die Filmemacher wegen angeblich „eklatant falscher Behauptungen“ an.
Die Produzenten des Films reagierten auf die Unterlassungsaufforderung mit einer Erklärung, in der es heißt: „Der Film ist ein faires und ausgewogenes Porträt des ehemaligen Präsidenten. Wir möchten, dass ihn jeder sieht und sich dann eine Meinung bildet.“ Regisseur Abbasi bot an, Trump den Film vorzuführen, da er glaube, dass dieser die Darstellung seiner Person gutheißen könne.

### Auszeichnungen
Im Rahmen der Oscarverleihung 2025 wurde The Apprentice in eine Shortlist der Kategorie Bestes Make-up und beste Frisuren aufgenommen, letztlich aber in dieser Kategorie nicht nominiert. Im Folgenden eine Auswahl von Nominierungen.
Artios Awards 2025
- Nominierung für das Beste Casting in einem Studio- oder Independent-Drama[35]

Astra Film Awards 2024
- Nominierung in der Kategorie Truly Indie Feature[36]

British Academy Film Awards 2025
- Nominierung als Bester Hauptdarsteller (Sebastian Stan)
- Nominierung als Bester Nebendarsteller (Jeremy Strong)
- Nominierung für das Beste Casting (Stephanie Gorin und Carmen Cuba)[37]

Florida Film Critics Circle Awards 2024
- Auszeichnung als Bester Nebendarsteller (Jeremy Strong)[38]

Golden Globe Awards 2025
- Nominierung als Bester Hauptdarsteller – Drama (Sebastian Stan)
- Nominierung als Bester Nebendarsteller (Jeremy Strong)

Independent Spirit Awards 2025
- Nominierung für die Beste Regie (Ali Abbasi)
- Nominierung für die Beste Hauptrolle (Sebastian Stan)
- Nominierung für den Besten Filmschnitt (Olivier Bugge Coutté und Olivia Neergaard-Holm)[39]

Internationale Filmfestspiele von Cannes 2024
- Nominierung für die Goldene Palme

London Critics’ Circle Film Awards 2025
- Nominierung als Bester Nebendarsteller (Jeremy Strong)[40]

Oscarverleihung 2025
- Nominierung als Bester Hauptdarsteller (Sebastian Stan)
- Nominierung als Bester Nebendarsteller (Jeremy Strong)

Screen Actors Guild Awards 2025
- Nominierung als Bester Nebendarsteller (Jeremy Strong)[41]